# فاهم بن سلطان القاسمي
فاهم بن سلطان القاسمي (1367هـ -، 1948م -). سياسي عربي من دولة الإمارات العربية المتحدة، تولى منصب أمين عام مجلس التعاون لدول الخليج العربية في الفترة من 1993 حتى 1996م.

## نشأته وتعليمه
ولد برأس الخيمة وتخرج في كلية الحقوق جامعة القاهرة عام 1974م. حصل على درجة الماجستير في السياسة الدولية من جامعة جونز هوبكنز بالولايات المتحدة الأمريكية.

## عمل ومناصب
عمل مديرًا لهيئة الكهرباء والمياه. شغل منصب سكرتير ثالث بوزارة الخارجية في بداية عام 1975م. ترقى في سبتمبر 1975م إلى سكرتير أول بالوزارة نفسها. كما عمل مندوبًا دائمًا للإمارات في الأمم المتحدة بجنيف من عام 1976 إلى 1990م، وقنصلاً عامًا لها في جنيف وسويسرا ثم شغل منصب وزير مفوض بدرجة سفير في عام 1980م. عين سفيرًا فوق العادة ومفوضًا لدى كندا في سبتمبر 1981م. ترقى إلى منصب سفير اعتبارًا من نوفمبر 1982م. رجع عام 84 إلى وزارة الخارجية في أبوظبي حيث عمل مديرًا لإدارة الشؤون القانونية والبحث. شارك في أعمال العديد من اللجان والمؤتمرات الدولية.
يشغل الشيخ فاهم بن سلطان القاسمي منصب رئيس مجلس إدارة الإمارات الدولية للمحاماة، وينصبّ عمله على تقديم الاستشارات فيما يتعلق بالمشاريع والقضايا المحلية والخليجية ذات الطبيعة الخاصة: الاقتصادية، والسياسية، والقانونية.

## عمله في الحكومة الاتحادية
عمل الشيخ فاهم وزيراً في الحكومة الاتحادية الإماراتية، ووزيراً للاقتصاد والتجارة، ثم وزيراً لشؤون المجلس الأعلى ومجلس التعاون خلال المدة 1996-2005. وقبل التحاقه بالحكومة الاتحادية اختاره الشيخ زايد بن سلطان آل نهيان ليكون أول إماراتي أميناً عاماً لمجلس التعاون لدول الخليج العربية خلال المدة 1993-1996.
وكان الشيخ فاهم قد عمل قبل ذلك سفيراً لدولة الإمارات العربية المتحدة في الأمم المتحدة في نيويورك (1980-1984)
الشيخ فاهم حاصل على :
درجة الليسانس في الحقوق من جامعة القاهرة
درجة الماجستير في السياسة الدولية من جامعة جونز هوبكنز.
يترأس حالياً الاتحاد العربي للجولف والاتحاد الإماراتي للجولف. وهو عضو في الاتحاد الدولي للمحامين، وعضو في مجلس أمناء مؤسسة الإمارات، وعضو في مجلس أمناء جائزة سمو الشيخ الدكتور سلطان بن خليفة آل نهيان العالمية للثلاسيميا.